# فازن (سفلى أردستان)
فازن (بالفارسية: فازن) هي قرية تقع في إيران في Sofla Rural District. يقدر عدد سكانها بـ 24 نسمة بحسب إحصاء 2016.